# Alokalliapseudes macsweenyi
Alokalliapseudes macsweenyi is een naaldkreeftjessoort uit de familie van de Kalliapseudidae. De wetenschappelijke naam van de soort is voor het eerst geldig gepubliceerd in 2003 door Drumm.